# گومرسهایم
گومرسهایم (به آلمانی: Gommersheim) یک شهر در آلمان است که در زودلیشه واینشتراسه واقع شده‌است. گومرسهایم  ۱٬۳۸۱ نفر جمعیت دارد.